# Tarkastad
Tarkastad is een plaats met 1600 inwoners, in de Zuid-Afrikaanse provincie Oost-Kaap.

## Subplaatsen
Het nationaal instituut voor de statistiek, Stats SA, deelt sinds de census 2011 deze hoofdplaats in in 3 zogenaamde subplaatsen (sub place):
Dawn Park • Ivan Lew • Tarkastad SP.